# See Jane Date
Una single a New York (See Jane Date) è un film del 2003 diretta da Robert Berlinger di cui il soggetto è basato sull'omonimo libro di Melissa Senate.

## Trama
Jane Grant, single, ambiziosa ed assistente magazine, riceve un invito doppio, per lei e per il suo accompagnatore, al matrimonio del suo giovane cugino. Avendo detto a tutti, compresa la sua vecchia rivale del liceo Natasha Nutley, di essere fidanzata, ha due mesi di tempo per trovare un ragazzo. Tramite i vari appuntamenti al buio, alcuni dei quali orchestrati in buona fede dalle amiche Eloise e Amanda, Jane cerca dell'uomo perfetto.